# Amurskrake
Amurskrake (Mergus squamatus) är en östasiatisk fågel i familjen änder inom ordningen andfåglar. Arten är ovanlig och kategoriseras av IUCN som starkt hotad.

## Utseende
Amurskraken är en praktfull andfågel med tunn röd näbb och karakteristisk fjällig teckning på flankerna och undergumpen. Båda könen har en spretig tofs som hos hanen nästan når axlarna. 
Den vuxna hanen har svartaktigt huvud och hals som glänser i grönt, vitt bröst och vit undersida samt svartaktig mantel och svartaktiga skapularer. Den inre delen av vingen är mestadels vit. Honan har rödbrunt huvud och är grå i övrigt där hanen är svart. Benen är orangeröda och irisen mörkbrun. Liknande småskraken har vitt halsband, rostrött bröst och saknar det fjälliga mönstret.

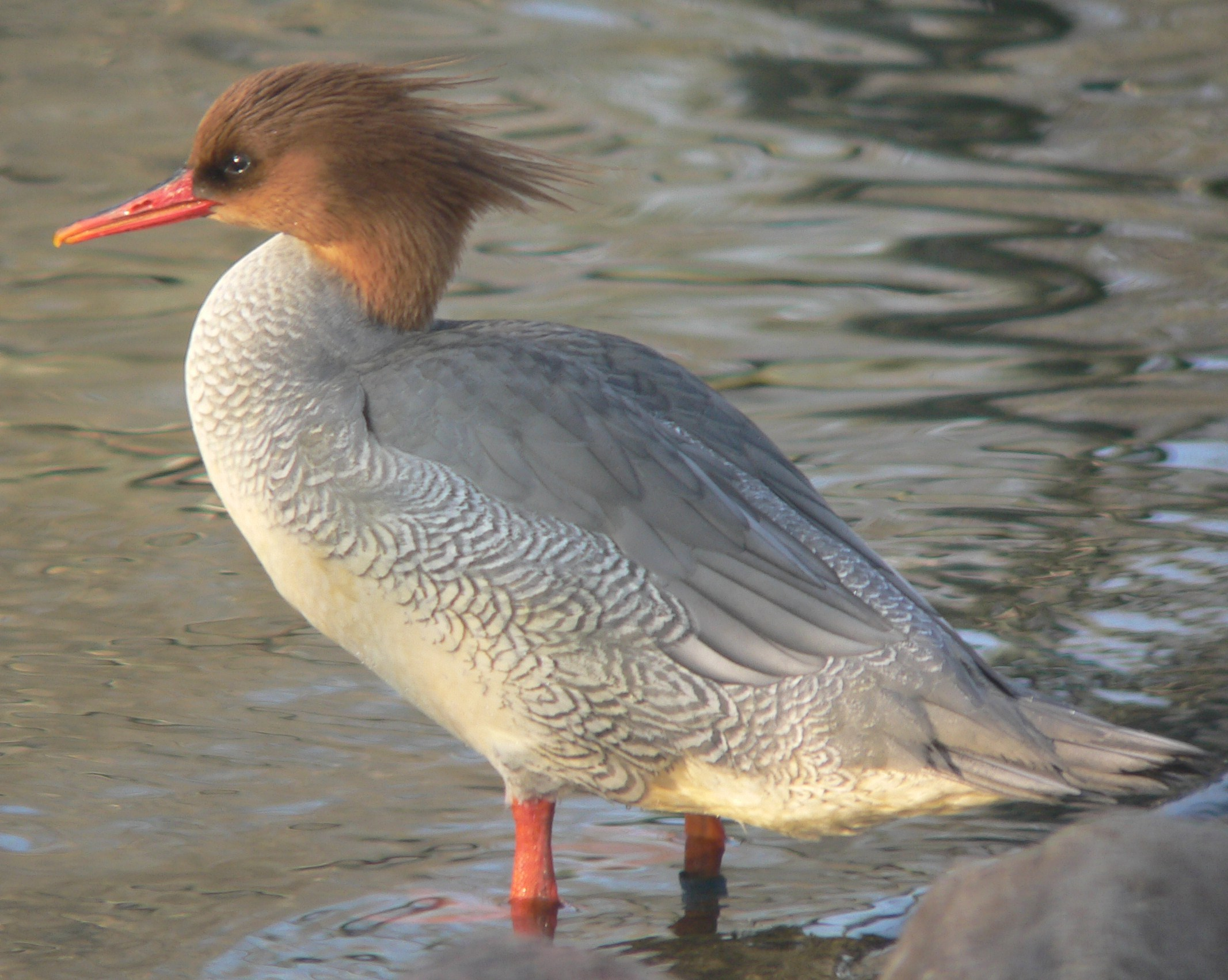
Adult hona.

## Läte
Arten är mestadels tystlåten. De läten som hörs är mycket lika småskrakens.

## Utbredning
Amurskraken häckar i sydöstra Ryssland, men också i Nordkorea och nordöstra Kina. Merparten av artens världspopulation häckar i bergskedjan Sichote-Alin på gränsen mellan regionerna Chabarovsk och Primorje kraj i Ryssland, men bara några få par norr om Amurfloden. Den hittas också i Changbaibergen på gränsen mellan Kina och Nordkorea,bergsområdet Lilla Hinggan samt vid Mayang Chosuji-reservoaren i Nordkorea.
De flesta övervintrar i centrala och södra Kina, men några stannar i sydöstra Ryssland och Nordkorea. Ett litet antal ses också vintertid i Japan, Taiwan, Sydkorea, Burma och Thailand.

## Systematik
Amurskraken är monotypisk, det vill säga att den inte delas in i några underarter. Genetiska studier visar att den är närmast släkt med storskraken (Mergus merganser).

## Ekologi
Amurskraken häckar upp till 900 meter över havet i bergstrakter, utmed klara medelstora floder kastad av högvuxen urskog där det finns tillgång på bohålor, huvudsakligen i tempererade områden. Under flyttning och vintertid födosöker den i stora floder i områden som den återvänder till år efter år. Fågeln anländer till häckningsområdet så snart vintern är över i mars och lämnar i samband med de första kalla nätterna i mitten av november.

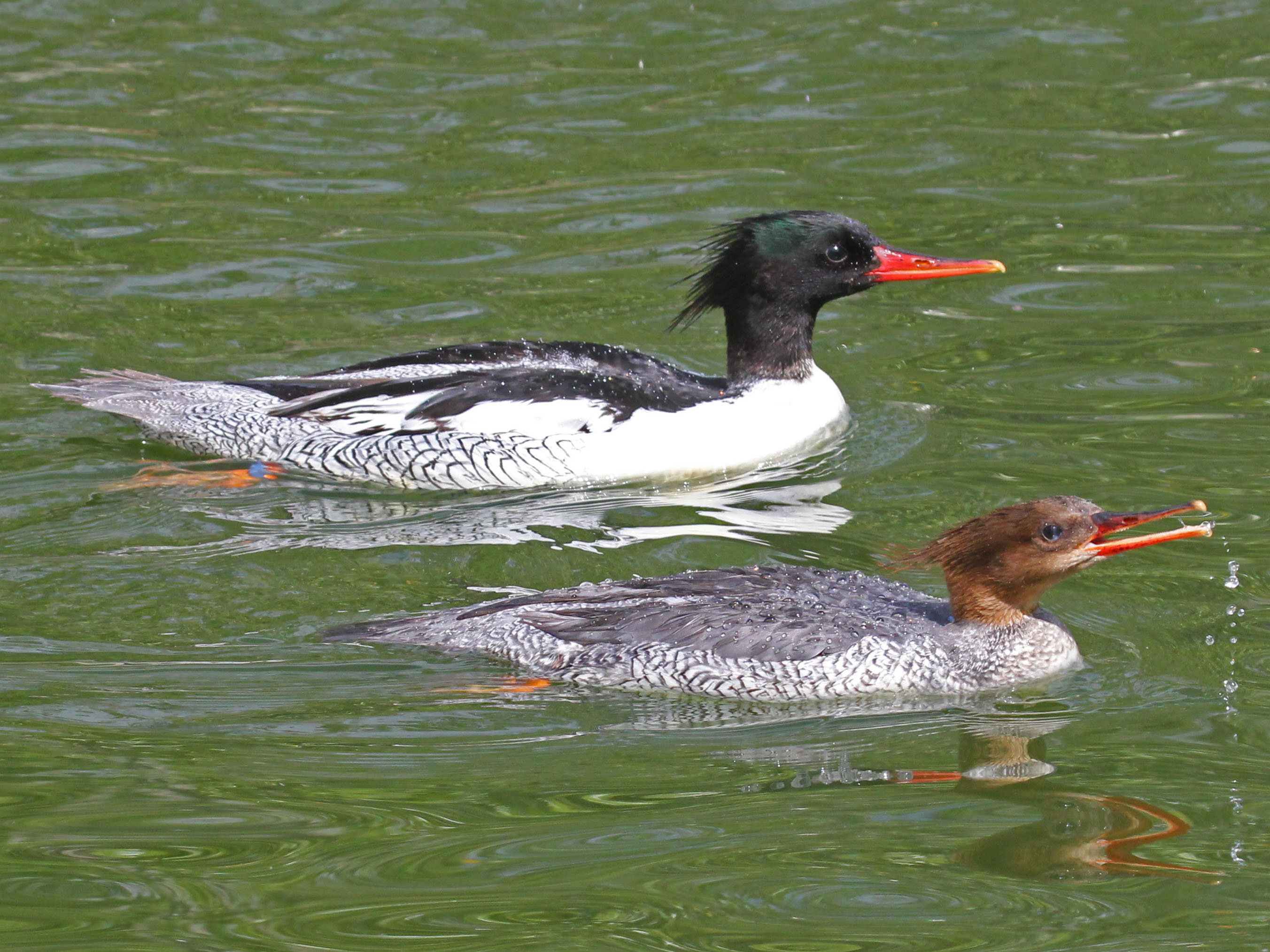

De tenderar att röra sig uppåt floderna under dagen för att födosöka efter vattenlevande leddjur, groddjur och små till medelstora fiskar genom att dyka 15-30 sekunder i taget. Om tillgång finns kan larver av bäcksländor och broknattsländor utgöra huvuddelen av födan. Senare under sommaren när insektslarverna kläcks övergår amurskraken mer till att äta fisk, framför allt  väderål och laxfiskar av släktet Brachymystax.
Amurskraken häckar likt andra skrakar och knipa i hål i träd, företrädesvis ekarten Quercus dentata, lind och poppelarten Populus ussuriensis. Den häckar gärna i holkar om tillgång finns.

## Status och hot
Amurskraken är en ovanlig och hotad art med en uppskattad världspopulation på endast 3 500–6 800 individer, varav de allra flesta häckar i Ryssland. Den tros också minska kraftigt i antal på grund av jakt, habitatförlust och störningar. Internationella naturvårdsunionen IUCN kategoriserar därför arten som starkt hotad (EN).